# Coppa Agostoni
De Coppa Agostoni is een eendagse wielerwedstrijd die wordt verreden in de omgeving van de stad Lissone, in de metropolitane stad Milaan, in de regio Lombardije, Italië ter nagedachtenis van de Italiaans renner Ugo Agostoni.
De wedstrijd werd gelanceerd in 1946 voor amateurs, maar werd vanaf 1959 een professionele wielerkoers.
Samen met de Coppa Bernocchi en de Ronde van de Drie Valleien vormt hij de Trittico Lombardo.
Sinds 2005 maakt hij deel uit van de UCI Europe Tour in de categorie 1.1.

## Lijst van winnaars

### Meervoudige winnaars
| Overwinningen | Renner               | Land   | Jaren            |
| ------------- | -------------------- | ------ | ---------------- |
| 3             | Franco Bitossi       | Italië | 1967, 1969, 1971 |
| 2             | Felice Gimondi       | Italië | 1966, 1974       |
| 2             | Roger De Vlaeminck   | België | 1975, 1976       |
| 2             | Francesco Moser      | Italië | 1977, 1981       |
| 2             | Giuseppe Saronni     | Italië | 1978, 1982       |
| 2             | Davide Cassani       | Italië | 1991, 1993       |
| 2             | Gianni Bugno         | Italië | 1988, 1995       |
| 2             | Francesco Casagrande | Italië | 2001, 2003       |
| 2             | Alessandro Bertolini | Italië | 2006, 2007       |

### Overwinningen per land
| Overwinningen | Land                                                                                 |
| ------------- | ------------------------------------------------------------------------------------ |
| 60            | Italië                                                                               |
| 4             | België                                                                               |
| 2             | Duitsland, Zwitserland                                                               |
| 1             | Frankrijk, Nederland, Kazachstan, Portugal, Sovjet-Unie, Spanje, Zweden, Wit-Rusland |

2005 · 
2006 · 
2007 · 
2008 · 
2009 · 
2010 · 
2011 · 
2012 · 
2013 · 
2014 · 
2015 · 
2016 · 
2017 ·
2018 ·
2019 ·
2020 ·
2021 ·
2022 ·
2023 ·
2024 ·
2025
Belangrijkste etappewedstrijden

Internationaal Wegcriterium · Driedaagse Brugge-De Panne · Ronde van de Alpen · Vierdaagse van Duinkerke · Ronde van Beieren · Ronde van Noorwegen · Ronde van België · Ronde van Luxemburg · Ronde van Oostenrijk · Ronde van Wallonië · Ronde van Burgos · Ronde van Denemarken · Arctic Race of Norway · Ronde van Groot-Brittannië
Belangrijkste eendaagse wedstrijden

Trofeo Laigueglia · GP Lugano · GP Nobili Rubinetterie · Dwars door Vlaanderen · Scheldeprijs · Brabantse Pijl · GP Kanton Aargau · Brussels Cycling Classic · GP Fourmies · Primus Classic Impanis-Van Petegem · Ronde van de Drie Valleien · Milaan-Turijn · Ronde van Piemonte · Ronde van het Münsterland · Ronde van Emilia · Parijs-Tours · GP Bruno Beghelli